# Gardner Dozois
Gardner Dozois, född 23 juli 1947 i Salem, Massachusetts, död 27 maj 2018 i Philadelphia, Pennsylvania, var en amerikansk redaktör och science fiction-författare. Han belönades 1983 med Nebulapriset för novellen The Peacemaker och 1984 för novellen Morning Child. Han belönades med Hugopriset tretton gånger i klassen "Bästa professionella redaktör".
Åren 1985–2004 arbetade han som redaktör för tidningen Asimov's Science Fiction.